# Scelolophia nursica
Scelolophia nursica là một loài bướm đêm trong họ Geometridae.